# 三菱総研DCS
三菱総研DCS株式会社（みつびしそうけんディーシーエス、Mitsubishi Research Institute DCS Co.,Ltd.）は、三菱総合研究所及び三菱UFJフィナンシャル・グループを株主とするシステムインテグレーター（ユーザー系）。通称DCS。

## 概要
三菱銀行（現・三菱UFJ銀行）のコンピュータ受託計算部門を母体に分離独立したユーザー系システムインテグレーターである。
2007年にダイヤモンドコンピューターサービスから社名変更した。
三菱UFJフィナンシャル・グループの関連企業への事業展開のほか、2000社40万人の実績を持つ給与計算アウトソーシングサービスや、子会社のMRIバリューコンサルティング・アンド・ソリューションズによるERP導入支援サービスなど、一般企業向けに経理財務（F&A）業務を中心としたソリューションを提供している。
また、日本初のSWIFTサービスビューロ（国際銀行間通信協会接続サービス）を設立するなど、地方銀行を始めとする金融機関向けサービスを強みとしている。
1993年に東京証券取引所市場第二部へ上場（2001年に第一部へ市場変更）していたが、2004年に三菱東京フィナンシャル・グループ（現・三菱UFJフィナンシャル・グループ）による完全子会社化、三菱総合研究所の資本参加を受け上場廃止、現在は三菱総合研究所の連結子会社である。主要株主2社に三菱UFJリサーチ&コンサルティングを加えた4社提携により、コンサルティング力の強化を図るとともに事業を拡大している。
三菱総合研究所グループに入ってからは関連子会社の合併やコーポレート業務の共通化などの業務効率化を進めている。
成立の経緯や資本構成の関係から、役員や役職者に三菱UFJ銀行出身者が少なくない。

## 沿革
- 1970年 - 三菱銀行のコンピュータ受託計算部門からダイヤモンドコンピューターサービス株式会社として分離独立
- 1984年 - VAN事業者として郵政省に届出
  - 日本システムクリエート株式会社（現・株式会社Minoriソリューションズ）に資本参加
- 1988年 - システムインテグレータ（システムサービス企業）として通商産業省に登録
- 1991年 - システムインテグレータ（システムサービス企業）として通商産業省より認定
- 1993年 - 東京証券取引所市場第二部上場（証券コード：9645）
- 1997年 - 株式会社コムネスと合併
- 1999年 - 富士ソフトABC（現・富士ソフト）と合弁でダイヤモンド富士ソフト株式会社（現・MRIバリューコンサルティング・アンド・ソリューションズ株式会社）を設立
- 2001年 - NTTデータ、米国ファーストデータ[2]、ディーシーカード（現・三菱UFJニコス）と合弁で日本カードプロセシング株式会社を設立
  - 東京証券取引所市場第一部上場
- 2003年 - 日本初のSWIFTサービスビューロ（国際銀行間通信協会接続サービス）設立
- 2004年 - 三菱東京フィナンシャル・グループ（現・三菱UFJフィナンシャル・グループ）により完全子会社化（上場廃止）
- 2005年 - 資本構成変更により三菱総合研究所の連結対象会社化
- 2006年 - エム・アール・アイ システムズ株式会社（現・エム・アール・アイ リサーチアソシエイツ）の一部事業を吸収
- 2007年 - 三菱総研DCS株式会社に社名変更
  - 三菱総合研究所、NTTデータと共同でエムアールシー情報システム株式会社（三菱レイヨンの連結子会社）に資本参加
- 2009年 - 三菱総合研究所、三菱電機インフォメーションシステムズと合弁でMRIバリューコンサルティング株式会社（三菱総合研究所の連結子会社）を設立
- 2010年 - 株式会社ユービーエス（ユニ・チャームの関連会社）に資本参加し、連結子会社化[3]
  - ダイヤモンド富士ソフトを会社分割し、一部事業をMRVソリューションズ株式会社として完全子会社化（富士ソフトとの合弁事業を解消）[4]
  - MRVソリューションズがMRIバリューコンサルティングを吸収合併しMRIバリューコンサルティング・アンド・ソリューションズに社名変更[5]
  - 株式会社オプト・ジャパンに資本参加し、連結子会社化[6]
- 2011年 - 株式会社アイ・ティー・ワンに資本参加し子会社化[7]
  - 子会社のディー・シー・オペレーションズをMDビジネスパートナーに社名変更[8]
  - 江東区木場に東京ビジネスセンターを設置[9]
  - 子会社整理として休眠状態であったディーシーエスビジネスパートナーを吸収合併[8]
- 2012年 - MDビジネスパートナーが三菱総合研究所子会社のMRIスタッフサービスを吸収合併[8]
  - 迪希思信息技術（上海）有限公司を設立
- 2014年 - MRIDCS Americas, Inc.を設立
- 2016年 - HRソリューションDCS株式会社を設立
- 2018年 - 株式会社オプト・ジャパンを吸収合併
- 2021年 - HRソリューションDCS株式会社を吸収合併

## 提携会社
- 三菱総合研究所
- 三菱UFJフィナンシャル・グループ
- 三菱UFJリサーチ&コンサルティング

## 子会社・関連会社
- MDビジネスパートナー
- 東北ディーシーエス
- MRIバリューコンサルティング・アンド・ソリューションズ
- ユービーエス
- アイ・ティー・ワン
- 迪希思信息技術（上海）有限公司
- MRIDCS Americas, Inc.